# Lamanonia ternata
Lamanonia ternata là một loài thực vật có hoa trong họ Cunoniaceae. Loài này được Vell. mô tả khoa học đầu tiên năm 1825.